# فادمپ

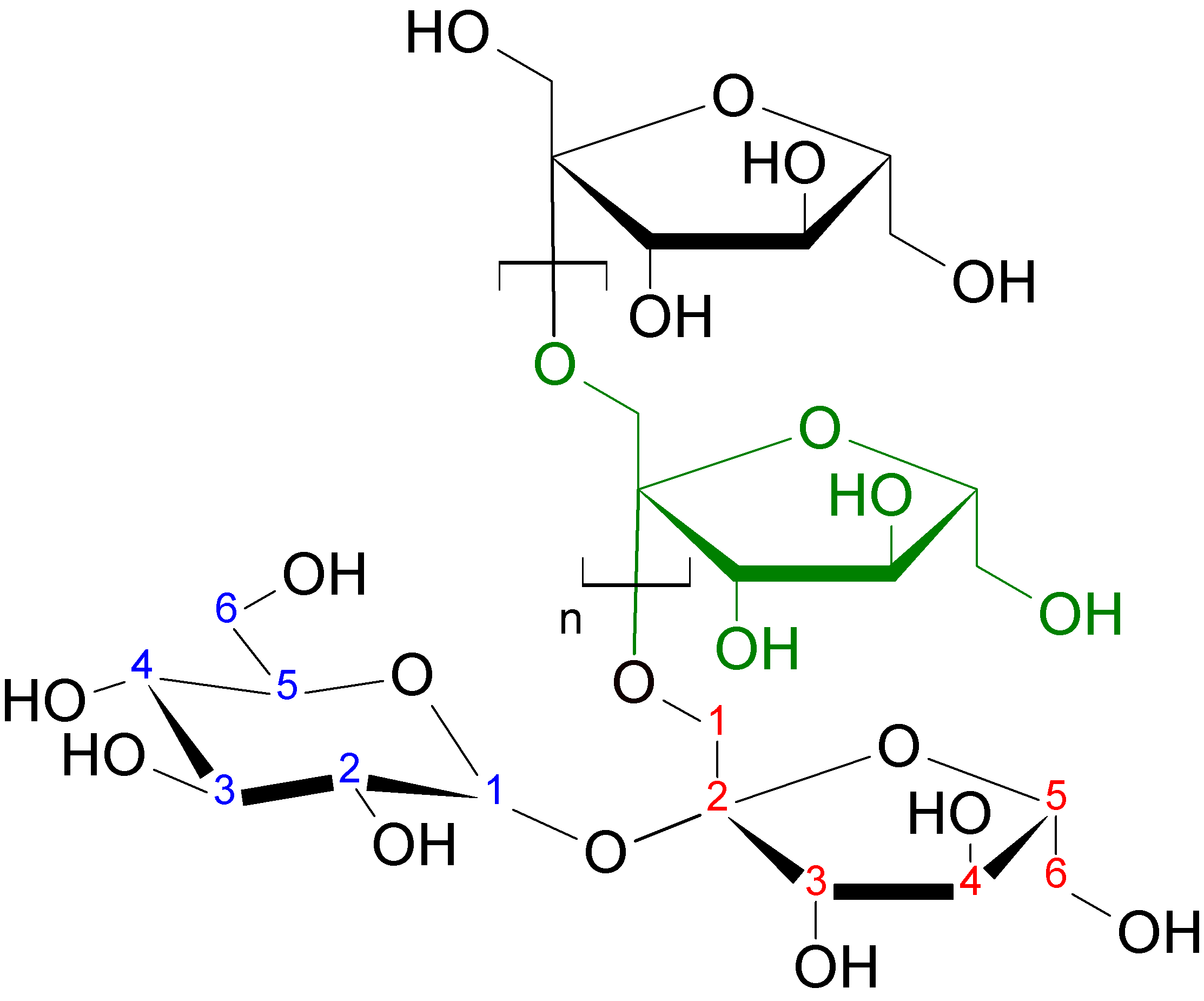
نمونه ای از این زنجیره کربوهیدراتی

فادمپ‌ها (fodmap)مختصر شده انگلیسی: الیگوساکاریدهای قابل تخمیر، دی ساکاریدها، مونوساکاریدها و پلیول‌ها کربوهیدرات‌هایی با زنجیره کوتاه هستند که جذب کمی در روده کوچک دارند و مستعد جذب آب و تخمیر در روده بزرگ هستند.
اکثر فادمپ‌ها به‌طور طبیعی در غذا و رژیم غذایی انسان وجود دارند، اما ممکن است به‌طور مصنوعی در غذاها و نوشیدنی‌های تهیه شده از طریق تجاری اضافه شوند.

## تأثیر فادمپ‌ها برسندروم روده تحریک پذیر
فادمپ‌ها به دلیل تولید و تجمع گاز و جذب آب ممکن است در برخی افراد باعث ایجاد ناراحتی‌های گوارشی شوند، اما باعث التهاب روده نمی‌شوند.
درحقیقت فادمپ‌هایی که به صورت طبیعی در مواد غذایی وجود دارند برای جلوگیری از برخی مشکلات گوارشی مفید هستند.
اما در بیماران مبتلا به سندروم روده تحریک پذیر، یک رژیم غذایی که شامل خوردنی‌های کم فادمپ باشد ممکن است در کاهش علایم گوارشی در بزرگسالان مفید باشد
اجتناب از تمام FODMAPها در طولانی مدت ممکن است تأثیر مخربی بر میکروبیوت روده و متابولوم بگذارد.

## جذب در روده
برخی از FODMAPها مانند فروکتوز از طریق گیرنده‌های GLUT به راحتی در روده کوچک انسان جذب می‌شوند.
جذب نامناسب این فادمپ هادر روده کوچک آنها را برای جذب توسط فلور روده در دسترس قرار می‌دهد. متابولیسم حاصل توسط فلور روده منجر به تولید گاز می‌شود و به‌طور بالقوه منجر به نفخ و نفخ شکم می‌شود.
با این وجود، اگرچه فادمپ‌ها در برخی افراد باعث ناراحتی گوارشی خاصی می‌شود، نه تنها باعث التهاب روده نمی‌شود، بلکه به جلوگیری از آن کمک می‌کند زیرا باعث ایجاد تغییرات مفید در فلور روده می‌شود که به حفظ سلامت روده بزرگ کمک می‌کند.